# Internationale Cricket-Saison 1952
Die internationale Cricket-Saison 1952 fand zwischen Mai 1952 und September 1952 statt. Als Sommersaison wurden vorwiegend Heimspiele der Mannschaften aus Europa ausgetragen.

## Überblick

### Internationale Touren
| Beginn       | Heimteam | Auswärtsteam | Resultate | Artikel |
| Beginn       | Heimteam | Auswärtsteam | Test      | Artikel |
| ------------ | -------- | ------------ | --------- | ------- |
| 8. Juni 1952 | England  | Indien       | 3–0 [4]   | Artikel |

## Nationale Meisterschaften
Aufgeführt sind die nationalen Meisterschaften der Full Member des ICC.
| Land    | First-Class              |
| ------- | ------------------------ |
| England | County Championship 1952 |